# 752-й гвардейский мотострелковый полк
752-й гвардейский мотострелковый Петракувский дважды Краснознамённый, орденов Суворова, Кутузова и Богдана Хмельницкого Волжский казачий полк (сокр. 752 мсп, в/ч 34670) — тактическое формирование Сухопутных войск Российской Федерации.
Полк находится в составе 3-й мотострелковой дивизии. Дислоцируется в г. Валуйки и п. Солоти Белгородской области.

## История полка

### Формирование и действия полка до 1941 года
752-й гвардейский мотострелковый полк изначально был сформирован 26 июня 1939 года, на основе 2-го батальона 244-го территориального стрелкового полка, как 210-й стрелковый полк 82-й стрелковой дивизии Уральского военного округа.
В соответствии с этой директивой все части и подразделения 82-й стрелковой дивизии наряду с действительными получили условные наименования. 210-й стрелковый полк стали условно именовать в/ч 602.
В начале июля 1939 года полк в составе дивизии был переброшен в район реки Халхин-Гол и ещё в пути следования 82-я стрелковая дивизия получила приказ ВС ЗабВО № 13285/оп от 4 июля 1939 года о включении её в состав 57-го особого корпуса, преобразованного 19 июля 1939 года в 1-ю армейскую группу под командованием комкора Г. К. Жукова.
31 августа боевые действия 602-го (210-го) стрелкового полка можно считать оконченными. В числе других частей полк был выведен в резерв 1 армейской группы. За активные и смелые действия в боях в районе сопок Песчаная и Зелёная 210-й стрелковый полк получил благодарность от командующего 1 армейской группой комкора Г. К. Жукова
После окончания боевых действий 210-й стрелковый полк на Урал не вернулся, а был оставлен в Монголии.
Местом его постоянной дислокации стал город Чойбалсан, где полк находился до 7 октября 1941 года.
В марте 1940 года 210-й стрелковый полк перешёл на штат мотострелкового полка.
В связи с тяжёлой обстановкой под Москвой в период с 7 по 25 октября 1941 полк был в составе 82-й мсд переброшен на Западный фронт, где дивизия вошла в состав 5-й армии генерал-майора Л. А. Говорова

### В период Великой Отечественной войны
26 октября 1941 года после разгрузки эшелонов в г. Загорске и совершения марша Загорск — Москва — Кубинка с ходу вступил в бой в Московской области.
С 26 октября года полк вёл бои в районе деревень Труфановка, Болтино и Капань. В этих боях полк уничтожил до 1900 солдат и офицеров врага (из них два полковника). Было захвачено 9 пушек, 12 миномётов, 11 станковых и 17 ручных пулемётов, 82 грузовые автомашины, 7 легковых и 2 штабные машины, 3 зенитных орудия и много другого военного имущества. В районе деревни Труфановка было освобождено из плена 78 командиров и красноармейцев 50-й стрелковой дивизии.
29 октября года полк отбил атаку батальона СС 7-й пехотной дивизии немцев, в бою уничтожил 170 солдат и офицеров.
2 ноября полк вступил в бой с превосходящими силами из 197-й пехотной дивизии немцев и разгромил её основную группировку под деревней Капань. Находясь в полуокружении, полк продолжал удерживать занимаемый рубеж обороны и нанёс противнику большие потери, уничтожив до полка вражеской пехоты. При этом было сожжено и подбито 25 танков противника, захвачено много другого военного имущества.
3 ноября противник при поддержке танков 6 раз переходил в контратаки. Полк показал исключительно высокую стойкость в обороне и нанёс врагу большие потери, уничтожив до 1000 солдат и офицеров, сжёг и подбил 49 танков противника и уничтожил много другого военного имущества.
В последующих боях с 4 ноября по 26 декабря 1941 года полк отбил 12 атак противника, уничтожил до 1000 солдат и офицеров, сжёг и подбил 26 танков, 47 автомашин противника. Полк вместе с другими подразделениями дивизии и армии в целом, сыграл важную роль в стабилизации фронта обороны на этом направлении.
Во время Великой Отечественной войны полк принимал участие в боях под Москвой, в Ржевско-Сычёвской наступательной,Орловской, Каменец-Подольской операции, Львовско-Сандомирской, Висло-Одерской, Берлинской и Пражской операциях, закончив боевые действия в Чехословакии.
В марте 1942 года получил звание «гвардейский», преобразован в 6-й гвардейский мотострелковый полк.
В июне 1943 года на базе полка была сформирована 17-я гвардейская механизированная Краснознамённая бригада в составе 6-го гвардейского механизированного корпуса. Бригаде торжественно было вручено гвардейское Боевое Знамя.
Второй батальон бригады под командованием Николая Горюшкина в качестве танкового десанта принимал участие в освобождении Ченстоховы. А за непосредственное участие в освобождении города Пётркув (Петроков) бригаде было присвоено почётное наименование «Петроковская».
.

### Послевоенный период
В июне 1945 года, на основании приказа НКО СССР № 0013 от 10 июня 1945 года, 17-я гвардейская механизированная бригада была переформирована в 17-й гвардейский механизированный полк (в/ч 49941) в составе 6-й гвардейской механизированной дивизии (в/ч 89428).
Дислоцировался (согласно записям в историческом формуляре):
в Австрии:
с 24.06.1945 по 05.07.1945 в г. Гартберг
с 28.08.1945 по ноябрь 1945 года в г. Виннер — Нойштадт.
В ноябре 1945 г. полк передислоцирован в Венгрию г. Уй-Дерегд.
С 10.06.1946 полк дислоцировался в Эберсвальде.
Приказом по 6 гвардейской дивизии № 00409 от 01.11.1946 года полк был свёрнут в кадровый батальон. И только 25.04.1949 года вновь развёрнут в полноценный полк.
В 1957 году Директивой Главнокомандующего Сухопутными войсками №ОШ/1/243659 от 12.03.1957 года 17-й гвардейский механизированный полк (до июня 1945 года 17-я гвардейская механизированная бригада) был переформирован в 81-й гвардейский мотострелковый Петроковский дважды Краснознамённый, орденов Суворова, Кутузова и Богдана Хмельницкого полк.
В 1961 году, согласно Приказу командира 6-й гвардейской мотострелковой дивизии 81-й гв. МСП (без 1-го МСБ) был введён в г. Берлин «для оказания действенной помощи Правительству ГДР по возведению границы между Западным и Восточным Берлином». Дислоцировался в пригороде г. Берлина — Карлсхорст, ГДР.
Полк находился с 13 августа 1961 по 24 января 1962 года в городе Берлин и тесно взаимодействовал с отдельными комендантскими батальонами охраны и центральным (берлинским) пограничным округом ГДР.
После выхода полка из Берлина, 20 августа 1962 года на базе 133-го (пп 75242), 154-го (пп 51439) и 178-го (пп 83398) отдельных комендантских батальонов охраны и других частей 6-й гвардейской мотострелковой дивизии была сформирована 6-я отдельная гвардейская мотострелковая бригада в составе 20-й гвардейской общевойсковой армии ГСВГ c дислокацией Берлин Карлхорст.
С 13 мая по 5 сентября 1968 года полк участвовал в операции «Дунай».
13 мая полк получил сигнал тревоги и выдвинулся в запасной район, совершил 250 км марш и к 3.40 15 мая сосредоточился в районе Куннерсдорф. 20.08.1968 г., полк получил приказ пересечь границу ЧССР и к 6.00 21.08.1968 г., подошёл к восточной окраине Праги.
12 сентября 1968 г., вышел из Праги и сосредоточился около неё. 11 ноября 1968 года полк выведен из ЧССР и 12 ноября 1968 года прибыл в место постоянной дислокации Эберсвальде.

В полку сражался танк Т-34 «Мать — Родина». В 60-е гг., было решено установить танк «Мать — Родина» в расположении полка на гранитной трибуне с которой, по преданию, выступал Адольф Гитлер.
В 1985 году дивизия переформировывается в танковую и именуется как 90-я гвардейская танковая дивизия (формирования 1985 года).

### Российская Федерация
В 1993 году в связи с ликвидацией Западной группы войск, полк, вместе с другими частями 90-й гвардейской танковой дивизии был выведен на территорию Российской Федерации и дислоцирован в посёлке Рощинский Самарской области, войдя в состав 2-й гвардейской танковой армии Приволжского военного округа.
В соответствии с приказом Министра обороны Российской Федерации № 036 от 15 июня 1994 года полку, дислоцирующемуся на территории Волжского казачьего войска, было присвоено традиционное казачье наименование «Волжский казачий»
В 1994—1995 в составе группировки «Север», полк принимал участие в штурме Грозного.
31 декабря 1994 года вместе с подразделениями 131-й отдельной мотострелковой бригады попал в окружение. При выходе из окружения полк понёс значительные потери, были ранены командир полка Ярославцев и начальник штаба полка Бурлаков. По состоянию на вечер 2 января 1995 года из 1241 человека личного состава (со средствами усиления) в строю оставалось 567 человек, то есть менее половины.
В апреле 1995 года полк выведен из Чечни.
В декабре 1997 года полк был передан в состав 27-й гвардейской мотострелковой дивизии ПриВО и дислоцировался в посёлке Кряж (пригород Самары), являлся полком постоянной готовности.
В период с февраля по июнь 2009 года на базе 81-го гв. мсп была создана, с передачей гвардейского Боевого знамени, наград, почётных наименований и исторического формуляра полка, 23-я отдельная гвардейская мотострелковая Петроковская дважды Краснознамённая, орденов Суворова, Кутузова и Богдана Хмельницкого Волжская казачья бригада.
В 2016 году 23-я отдельная гвардейская мотострелковая бригада была передислоцирована из Самары в г. Валуйки Белгородской области и переформирована в 752-й гвардейский мотострелковый полк (в/ч 34670) с сохранением наград, званий и исторического формуляра.

### Вторжение на Украину
30 сентября 2022 года, в ходе вторжения России в Украину полк попал в оперативное окружение под Лиманом (Донецкая область). В оперативном окружении также оказался сформированный «Союзом добровольцев Донбасса» отряд под названием «Русский легион» (он же «Барс-13»). По сообщению "Верстки", в 2022 году полк был разбит под Авдеевкой. В конце 2023 года был подан 21 иск о признании служащих военной части полка погибшими.

## Награды и почётные наименования
| Награды и наименования, унаследованные частью | Год, месяц, число, номера указов                                   |
| --- | ------------------------------------------------------------------ |
| Гвардейский За проявленную отвагу в боях с немецкими захватчиками, стойкость, мужество, дисциплинированность и героизм личного состава присвоено 210-му мотострелковому Краснознамённому полку                                                                                           | Приказ Народного комиссара обороны СССР от 17 марта 1942 года № 78 |
| «Петроковский» За отличия в боях за овладение городом Питрокув (Петроков) присвоено 17-й гвардейской механизированная Краснознамённой бригаде | Приказ Верховного Главнокомандующего от 19 февраля 1945 года № 014 |
| За овладение ст. Дорохово и города Можайск 210-й мотострелковый полк награждён орденом Красного Знамени | Указ Президиума ВС СССР от 3 мая 1942 года                         |
| За овладение городом Берлин 17-я гвардейская механизированная Краснознамённая, орденов Суворова, Кутузова и Богдана Хмельницкого бригада награждена орденом Красного Знамени | Указ Президиума ВС СССР от 4 июня 1945 года                        |
| За освобождение города Львов 17-я гвардейская механизированная Краснознамённая бригада награждена орденом Суворова 2 степени | Указ Президиума ВС СССР от 10 августа 1944 года                    |
| За овладение городами Ратибор, Бискау 17-я гвардейская механизированная Краснознамённая, ордена Суворова бригада награждена орденом Кутузова 2 степени | Указ Президиума ВС СССР от 26 апреля 1945 года                     |
| За овладение городами Котбус, Люббен, Цоссен, Беелитц, Луккенвальде, Треббин, Тройенбритцен, Цана, Мариенфельде, Рангсдорф, Дидерсдорф, Тельтов 17-я гвардейская механизированная Краснознамённая, орденов Суворова и Кутузова бригада награждена орденом Богдана Хмельницкого 2 степени | Указ Президиума ВС СССР от 26 мая 1945 года                        |

## Командование
Командиры полка/бригады
- 19.03.1958 — 10.1960 гвардии подполковник Кириллов, Иван Васильевич[12]
- 08.10.1960 — 09.1964 гвардии полковник Розанцев Алексей Трофимович[13]
- 16.09.1964 — 1968 гвардии подполковник Рыжков Николай Михайлович[14]
- 1969—1971 — гвардии подполковник Комаров Владимир Иванович
- 1969—1969 — гвардии подполковник Антонов Анатолий Петрович
- 28.06.1971 — 08.1976 гвардии подполковник Галиев Рифхат Нурмухаметович[15]
- 13.08.1976 — 1979 гвардии майор Рогушин Сергей Покопьевич[16]
- 1979 — 07.1981 гвардии майор Круглов Геннадий Алексеевич
- 10.07.1981 — 11.1983 гвардии подполковник Степанов Анатолий Васильевич[17]
- 15.11.1983 — 07.1985 гвардии майор Беспалов Борис Георгиевич[18]
- 13.07.1985 — 07.1988 гвардии подполковник Макадзеев Олег Борисович[19]
- 03.07.1988 — 1990 гвардии подполковник Неговора Владимир Алексеевич[20]
- 1990 — 05.1991 гвардии подполковник Борисенок Сергей Владимирович
- 17.05.1991 — 01.1995 гвардии подполковник Ярославцев, Александр Алексеевич[21]
- 17.01.1995 — 11.1997 гвардии полковник Айдаров Владимир Анатольевич[22]
- 29.11.1997 — 1998 гвардии полковник Стодеревский Юрий Юрьевич
- 1998—2000 гвардии подполковник Герасименко Александр Владимирович
- 30.09.2000 — 01.2004 гвардии подполковник Коваленко, Дмитрий Иванович, генерал-майор заместитель командующего 49-й армии
- 10.01.2004 — 12.2005 гвардии полковник Янковский Андрей Иванович
- 20.12.2005 — 02.2008 гвардии подполковник Шкатов Евгений Евгеньевич
- 13.02.2008 — 08.2009 гвардии полковник Мильчаков Сергей Витальевич
- 03.08.2009 — 2011: гвардии полковник Янковский, Андрей Иванович
- 2011—2011: гвардии полковник Игнатенко, Александр Николаевич
- 2012 — 11.2013: гвардии полковник Тубол, Евгений Викторович
- с 11.2013 — 2016: гвардии генерал-майор Степанищев, Константин Владимирович

Начальники штабов-первые заместители командира полка
- 1957—1958 гвардии подполковник Цивенко Николай Михайлович
- 1959—1960 гвардии подполковник Розанцев Алексей Тимофеевич
- 1961—1962 гвардии подполковник Лакеев Михаил Иванович
- 1963—1967 гвардии подполковник Ефанкин Борис Федосеевич
- 1968—1970 гвардии подполковник Бердников Евгений Сергеевич
- 1971—1972 гвардии подполковник Губанов Николай Иванович
- 1973—1974 гвардии майор Ячменёв Евгений Алексеевич
- 1974—1975 гвардии майор Калинин Виталий Васильевич
- 1975—1977 гвардии капитан Штогрин Зиновий Иванович
- 1977—1979 гвардии майор Дряпаченко Николай Алексеевич
- 1980—1983 гвардии майор Беспалов Борис Георгиевич
- 1983—1984 гвардии майор Ширшов Александр Николаевич
- 1984—1987 гвардии подполковник Михайлов Валерий Георгиевич
- 1987—1991 гвардии майор Эгамбердиев Бахадир Абдуманнабович
- 1991—1992 гвардии майор Самолькин Алексей Николаевич
- 1994 гвардии подполковник Зяблицев Александр Перфирьевич
- 1994 гвардии подполковник Бурлаков Семён Борисович
- 1995 гвардии подполковник Александренко Игорь Анатольевич
- 1995 ВРИО кмсп гвардии подполковник Станкевич, Игорь Валентинович
- 1996—1997 гвардии майор Вечков Кирилл Владимирович
- 1998 гвардии майор Кузькин Владимир Александрович
- 1999—2001 гвардии подполковник Медведев Валерий Николаевич
- 2002 гвардии подполковник Миннуллин Наиль Рауфович
- 2003—2004 гвардии подполковник Яровицкий Юрий Давидович
- 2005—2006 гвардии подполковник Степанищев Константин Владимирович
- 2007—2008 гвардии подполковник Захаров Сергей Владимирович
- 2009	гвардии подполковник Болдырев Андрей Владимирович

Заместители командира полка по политической части
- 1957—1958 гвардии подполковник Придворный Николай Фёдорович
- 1959—1962 гвардии майор Жуга Иван Степанович
- 1963—1968 гвардии подполковник Панахов Ибрагим Теймурович
- 1969 гвардии подполковник Тимофеев Диоген Васильевич
- 1970—1971 гвардии подполковник Матвеев Виктор Иванович
- 1972—1975 гвардии майор Сухачев Юрий Владимирович
- 1976—1977 гвардии подполковник Кондратенко Геннадий Деонисович
- 1978—1979 гвардии майор Букатин Александр Григорьевич
- 1980—1983 гвардии майор Волошенко Анатолий Юрьевич
- 1984—1986 гвардии подполковник Чёрный Иосиф Иосифович
- 1987—1988 гвардии майор Кирилов Борис Алексеевич
- 1989 гвардии майор Аширбаев Исабек Ботбаевич
- 1990 гвардии подполковник Мехович Александр Мечеславович
- 1991 гвардии майор Кутовой Дмитрий Иванович
- 1992—1996 гвардии подполковник Станкевич, Игорь Валентинович
- 1997 гвардии майор Фомин Александр Геннадьевич
- 1998 гвардии подполковник Франк Сергей Яковлевич
- 1999—2001 гвардии подполковник Кузьмин Валентин Николаевич
- 2002 гвардии подполковник Фомин Александр Геннадьевич
- 2003 гвардии подполковник Пазий Алексей Петрович
- 2004—2005 гвардии подполковник Тонких Дмитрий Викторович
- 2006—2008 гвардии подполковник Курепин Алексей Владимирович

## Отличившиеся воины
Двое военнослужащих полка в ходе проведения антитеррористической операции на территории Чеченской республики в 1994—1995 годах стали Героями Российской Федерации.
| Герои Российской Федерации | Герои Российской Федерации    | Герои Российской Федерации                                                                              |
| п/п                        | Фамилия, имя, отчество        | Звание, должность(и) при награждениях. Даты Указов Президента Российской Федерации.                     |
| -------------------------- | ----------------------------- | --- |
| 1.                         | Кириченко, Григорий Сергеевич | гвардии старший прапорщик, старший техник 1-й роты 81 гв. мсп (21.06.1995, Медаль № 173)                |
| 2.                         | Станкевич, Игорь Валентинович | гвардии подполковник, помощник командира 81 гв. мсп по воспитательной работе (19.10.1995, Медаль № 238) |

## Память

### Списки погибших и без вести пропавших воинов
Список погибших 81-й мотострелкового полка (90-я гв. ТД) приведён на сайте «Памяти военнослужащих посвящается…»